# Wilhelm Diek
Wilhelm Diek (* 2. Januar 1846 in Holtum (Werl); † 25. Januar 1926 in Nieheim) war ein katholischer Geistlicher.
Diek wirkte als Missionspriester und trat 1872 eine Stelle in Groß Ottersleben an. Er initiierte eine deutschlandweite Geldsammlung zum Zweck des Baus einer katholischen Kirche in Ottersleben. Mit dem Geld wurde dann zunächst ein geeignetes Grundstück erworben. 1891 verließ Diek Ottersleben. Der tatsächliche Bau der Sankt-Maria-Hilf-Kirche fand dann ab 1893 unter seinem Nachfolger Lorenz Wienand statt.
Zu seinen Ehren benannte die Stadt Magdeburg, zu der Ottersleben heute gehört, eine in Ottersleben gelegene Straße als Wilhelm-Diek-Straße.
| Personendaten    | Personendaten                           |
| ---------------- | --------------------------------------- |
| NAME             | Diek, Wilhelm                           |
| KURZBESCHREIBUNG | deutscher katholischer Missionspriester |
| GEBURTSDATUM     | 2. Januar 1846                          |
| GEBURTSORT       | Holtum (Werl)                           |
| STERBEDATUM      | 25. Januar 1926                         |
| STERBEORT        | Nieheim                                 |